# Acanthocinus leechi
Acanthocinus leechi es una especie de escarabajo longicornio del género Acanthocinus, tribu Acanthocinini, subfamilia Lamiinae. Fue descrita científicamente por Dillon en 1956.
La especie se mantiene activa durante los meses de julio, agosto y septiembre.

## Descripción
Mide 16-22 milímetros de longitud.

## Distribución
Se distribuye por Estados Unidos.